# Loris Manià
Loris Manià (Gorizia, 27 gennaio 1979) è un ex pallavolista italiano, giocava nel ruolo di libero.

## Carriera
La carriera di Loris Manià inizia nel 1994 quando entra a far parte dell'Odbojkarski Klub Val Gorizia, in Serie B2, dove resta per tre stagioni; nella stagione 1997-98 passa alla PD Olympia Gorizia, in Serie C.
Nella stagione 1998-99 viene ingaggiato dall'AdriaVolley Monfalcone, club che cambia sede dal 2002, spostandosi a Trieste, dove resta per sei stagioni, ottenendo diverse promozioni dalla Serie B1 fino alla Serie A1. Dalla stagione 2004-05 veste per due annate la maglia della Dorica Pallavolo Ancona in Serie A2.
Dopo un'annata alla Pallavolo Piacenza, in Serie A1, nella stagione 2007-08 si trasferisce alla Gabeca Pallavolo di Montichiari, dove gioca per due stagioni: l'11 novembre 2007 fa il suo esordio in nazionale durante la partita dell'All Star Game.
Nella stagione 2009-10 viene ingaggiato dalla Pallavolo Modena, club nel quale milita per cinque annate; nella stagione 2014-15 passa alla Top Volley di Latina, per poi tornare nella stagione successiva alla Pallavolo Piacenza: al termine della stagione 2017-18 annuncia il suo ritiro dall'attività agonistica.